# Plán hry
Jako plán hry se v šachu označuje celková strategická koncepce hry. Je zvolen na základě rozličných strategických prvků a je dynamicky měněn. První, kdo jasně definoval, co to plán hry je a jak ho volit, byl Wilhelm Steinitz. Mezi hlavní faktory určující plán hry patří: postavení králů, síla a vývin figur, centrum, prostor, volné sloupce a diagonály.